# Antiroi

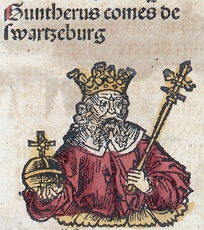
Günther von Schwarzburg, antiroi de Charles IV, empereur du Saint-Empire romain germanique en 1349.

Un antiroi est un roi potentiel qui, en raison des discussions de succession ou de la simple contestation politique, se déclare le roi en opposition avec un monarque en place. On trouve des antirois plus souvent dans des monarchies électives que dans des monarchies héréditaires comme celles d'Angleterre et France. Ils sont plus généralement mentionnés dans la politique du Saint-Empire romain germanique, jusqu'au XIVe siècle. 

## Roi et antiroi
Pour le Saint-Empire, un roi qui est élu par les princes-électeurs alors qu'un autre règne toujours. Par exemple avec Rodolphe de Rheinfelden fut élu antiroi face à Henri IV le 15 mars 1077. Quelques-uns des antirois pouvaient s'imposer avec un droit de domination et étaient reconnus comme les rois légaux, par exemple Frédéric II ; contrairement à certains, comme Henri II de Bavière ou Egbert II de Misnie, de ceux le statut de roi ou antiroi est contestable et ce jusqu'à aujourd'hui.
Le terme est comparable avec l'antipape, un pape potentiel rival et en effet les deux phénomènes se ressemblent ; de même que des rois allemands et des empereurs désignaient parfois en haut des antipapes pour affaiblir politiquement des papes avec lesquels ils étaient en conflit, les papes soutenaient de leur côté des antirois, rivaux politiques des empereurs avec qui ils sont en désaccord. 
Avec le règlement de l'élection de roi par la Bulle d'or promulguée par Charles IV en 1356, l'élection d'un antiroi était presque exclue. 

## Antirois germaniques
- Arnulf Ier de Bavière 919–921 contre Henri Ier de Germanie ;
- Henri II de Bavière 984–985 (?) contre Otton III ;
- Rodolphe de Rheinfelden 1077–1080 contre Henri IV du Saint-Empire ;
- Hermann de Salm 1081–1088 contre Henri IV ;
- Conrad de Basse-Lotharingie 1093–1098 contre son père Henri IV ;
- Conrad III de Hohenstaufen 1127–1135 contre Lothaire de Supplinbourg, unique souverain 1138–1152 ;
- Frédéric II 1212–1215 contre Otton IV, unique souverain 1215/1220–1246 ;
- Henri le Raspon 1246–1247 contre Frédéric II ;
- Guillaume de Hollande 1248–1254 contre Frédéric II et Conrad IV de Hohenstaufen ;
- Albert Ier d'Autriche 1298 contre Adolphe de Nassau, unique souverain 1298–1308 ;
- Charles IV contre Louis IV, unique souverain 1346–1349 et 1349/1355–1378.

## Élections doubles en Saint-Empire
8 mars et 9 juin 1198 :
- Philippe de Souabe 1198–1208 ;
- Otton IV 1198–1215.

13 janvier et 1er avril 1257 :
- Richard de Cornouailles 1257–1272 ;
- Alphonse de Castille 1257–1273.

19 et 20 octobre 1314 :
- Frédéric le Bel 1314–1330 ;
- Louis IV 1314–1346.

1er octobre 1410 :
- Sigismond de Luxembourg 1410–1437 ;
- Jobst de Moravie 1410–1411.

## Antirois bohémiens
- Mathias Corvin 1469–1490 contre Georges de Poděbrady et Vladislas IV ;
- Frédéric du Palatinat (« le roi d'un hiver ») 1619–1632 contre Ferdinand II ;
- Charles Albert de Bavière 1741–1745 contre Marie-Thérèse.

## Antirois français
- Robert Ier contre Charles III le Simple ;
- Charles de Lorraine contre Hugues Capet ;
- Édouard III d'Angleterre contre Philippe VI de Valois, puis contre Jean II le Bon ;
- Henri V d'Angleterre puis Henri VI contre Charles VII ;
- Charles (X) de Bourbon  contre Henri IV.

## Antirois anglais
- Guillaume le Conquérant et Harald III de Norvège contre Harold II d'Angleterre ;
- Louis de France contre Jean sans Terre.

## Autres antirois
- Mithridate de Pergame contre Bosphore en Colchide.
- Achot le Sparapet contre Achot II d'Arménie en Arménie.
- Georges VIII de Géorgie contre Démétrius III de Géorgie en Géorgie.
- Charles Ier d'Anjou contre Hugues III de Lusignan au royaume de Jérusalem.
- Jean Ier de Hongrie contre Ferdinand Ier de Habsbourg en Hongrie
- Radivoj de Bosnie contre Tvrtko II et Étienne-Thomas dans le royaume de Bosnie
- Stefan Konstantin contre Stefan Uroš II Milutin en Serbie.
- Étienne III de Hongrie contre Ladislas II de Hongrie.